# Buckinghamia ferruginiflora
Buckinghamia ferruginiflora là một loài thực vật có hoa trong họ Quắn hoa. Loài này được Foreman & B.Hyland miêu tả khoa học đầu tiên năm 1988.